# ジアフェニルスルホン
ジアフェニルスルホン（正確にはジアミノジフェニルスルホン、diaminodiphenyl sulfone; DDS）は、薬学的には合成抗菌剤・免疫抑制剤の一つ、工業的にはエポキシ樹脂の硬化剤である。医薬品での商品名はレクチゾール（田辺三菱製薬製造販売）、欧米ではダプソン（Dapsone）の名で知られる。

## 薬理
- ジアフェニルスルホンは、サルファ剤のひとつである（ただし、スルホンアミドではない）。DDSは葉酸生合成系のうちジヒドロプテロイン酸合成酵素の基質であるパラアミノ安息香酸に構造的に類似しており、競争阻害物質としてジヒドロプテロイン酸合成を阻害する。これにより葉酸代謝物であるテトラヒドロ葉酸を不足させ、結果的にプリンとチミジンの核酸新規合成を停止させることによって、病原微生物のDNA合成とRNA合成を阻害し静菌的に作用する。細菌のみならず真菌や原虫にも効果を示すが、ヒトは葉酸の生合成系を欠いているため、サルファ薬は病原体にのみ選択的に作用する。日本で感染症としてはハンセン病のみに適応を持つ。
- 抗炎症作用としては、好中球における活性酸素種の産生低下、マクロファージにおけるインターロイキン-1α/β、インターロイキン-6、TNF-αの産生低下を起こし、皮膚の炎症症状を改善させるものと考えられている。

## 適応症
- 持久性隆起性紅斑、ジューリング疱疹状皮膚炎、天疱瘡、類天疱瘡、色素性痒疹
- ハンセン病
  - 適応外ではあるが、皮膚結節性多発動脈炎、アナフィラクトイド紫斑、皮膚アレルギー性血管炎、蕁麻疹様血管炎などの血管炎、線状IgA水疱症や粘膜類天疱瘡などの水疱症、好酸球性膿疱性毛包炎や角層下膿疱症などの無菌性膿疱性疾患群、壊疽性膿皮症やSweet病、ベーチェット病などの好中球性疾患、顔面播種状粟粒性狼瘡や環状肉芽腫などの肉芽腫症、皮膚筋炎の皮膚症状や、円板状エリテマトーデス、亜急性皮膚エリテマトーデスなどの膠原病、集族性ざ瘡、急性痘瘡状苔癬状粃糠疹などにも効果を示す。

## 工業用途
芳香族ポリアミンとして一般的な化学種であり、エポキシ樹脂の硬化剤として用いられる。主な用途はガラスエポキシ基板の製造である。他のポリアミン硬化剤と比較して耐熱性に優れる。

## 相互作用[2]
- リファンピシン:本剤の作用の減少。
- プロベネシド:本剤の尿中排泄の阻害。
- メトトレキサート、スルファドキシン・ピリメタミン配合剤、ST合剤:いずれも本剤同様に葉酸合成阻害剤であるため、血液障害が起きる。

## 副作用[2]
- 薬剤性過敏症症候群（DDS症候群）:発熱、薬疹、リンパ節腫脹、単核細胞症、肝炎
- 血液障害:無顆粒球症、溶血性貧血、白血球減少症、血小板減少、まれに再生不良性貧血、汎血球減少症、メトヘモグロビン血症、巨赤芽球性貧血
- 薬剤誘発性エリテマトーデス
- 皮膚粘膜眼症候群、中毒性表皮壊死症
- 好酸球性肺炎
- ネフローゼ症候群，腎乳頭壊死などの腎臓疾患

## 歴史
ジアフェニルスルホンは、フランスのエルネスト・フルノー と、イギリスのグラッドウィン・バトル（Gladwin Buttle） により、それぞれ独自に発見された。
その後、誘導体のグルコスルホンナトリウムが「プロミン」の商品名でハンセン病治療薬として実用化され、絶大な効果を上げたが、注射剤としてしか使えないことから、錠剤として使えるDDSの方が用いられる。